# Ada Bell Maescher
Ada Bell Harper Maescher (24 de enero de 1868 – 2 de septiembre de 1939) fue una empresaria estadounidense, presidenta de De Luxe Building Company, una empresa de construcción y arquitectura. Fue una de las mujeres contratistas con mayor éxito en los Estados Unidos a inicios de los años 1920.

## Inicios
Ada Bell Harper Maescher nació el 24 de enero de 1868 en el condado de Ripley (Indiana), hija del Dr. William R. Harper (1825–1886) y Luvicy Hughes (1827–1902).

## Carrera
Maescher publicó cinco libros sobre la industria de la construcción y fue fundadora y presidenta durante 17 años de De Luxe Building Company, una constructora y empresa de arquitectura. Fue una de las mujeres contratistas más exitosas en los Estados Unidos a principios de los años 1920. A principios del siglo XX, De Luxe Building Co. usó catálogos para proponer diferentes opciones a potenciales compradores como Kozy-homes, una selección de pequeñas casas artísticas diseñadas para satisfacer la demanda de casas económicas con la máxima comodidad, y Plan-kraft, casas para personas progresistas que deseaban casas diferentes, como chalets suizos y arquitectura japonesa.

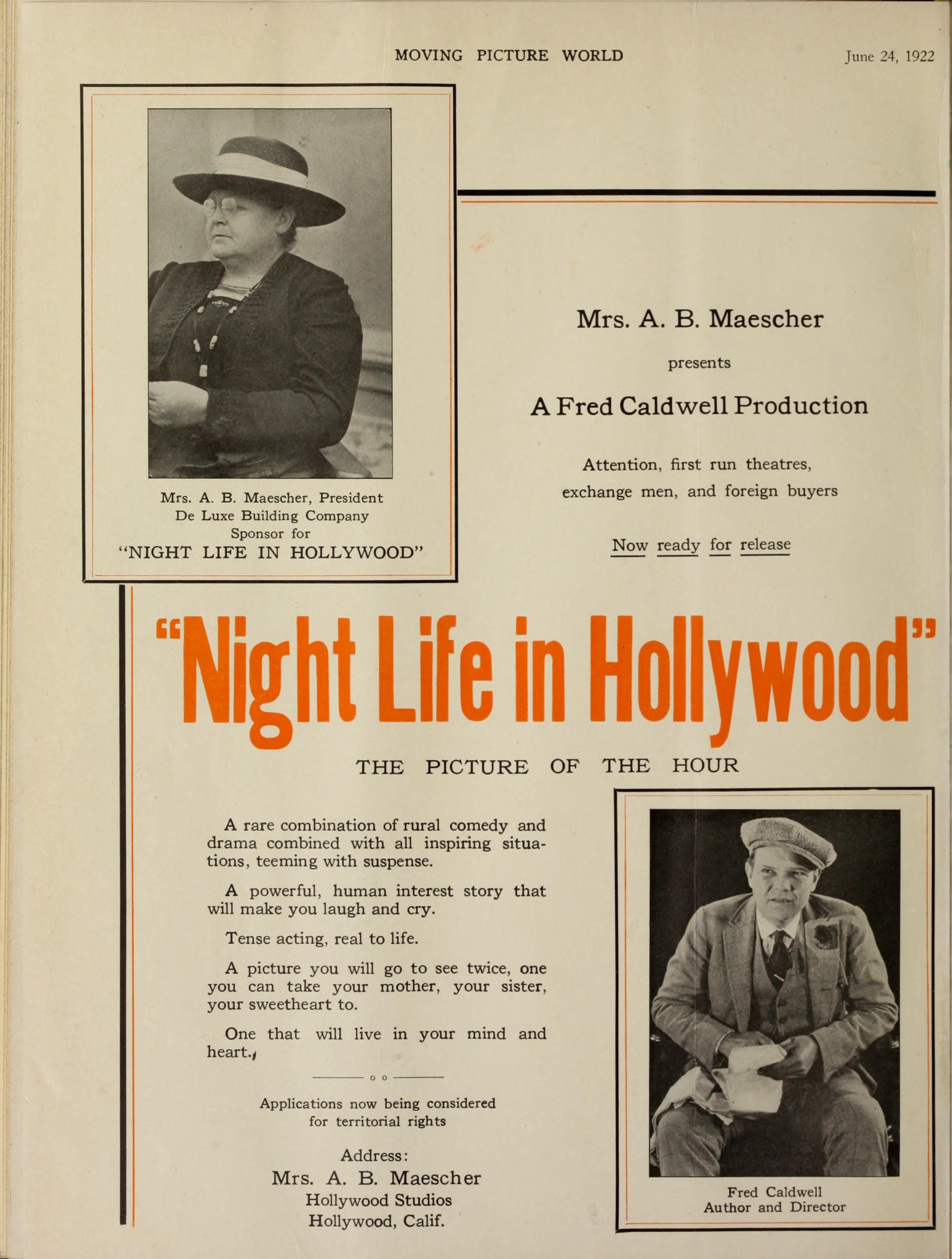
Ada Bell Maescher, Moving Picture World de junio de 1922

En 1922, Maescher organizó la De Luxe Film Company para producir una película de propaganda Night Life in Hollywood, que mostraría las condiciones de vida reales en Hollywood. En vez de mostrar Hollywood como una chillona y sensual Babilonia, con su conocido comportamiento libertino, lleno de depravación y maldad, la mostró como una ciudad modelo, bella y atractiva, habitada por gente casera. La película costó aproximadamente 100 000 dólares estadounidenses. Posteriormente planeó una gran ópera permanente en Los Ángeles; como primer paso hacia este objetivo financió la representación de la ópera de Giuseppe Verdi Aida en el Hollywood Bowl en 1923.

## Vida personal
Maescher se mudó a California en 1906 y vivió en el número 4652 de Mascot St., de Los Ángeles. Se casó con Victor Emanuel Maescher (1874–1938) y tuvo una hija, Roxye Mae Thompson Paddison (1887–1972). Estuvo interesada en la naturaleza y la preservación de las aves, y fue miembro del Southern California Nature Club, la National Audubon Society, y el Cooper Ornithological Club.
Murió el 2 de septiembre de 1939 y fue enterrada con su marido en el Forest Lawn Memorial Park (Glendale).